# Birger Heymann
Birger-Bruno Heymann (* 7. Mai 1943 in Berlin; † 18. Juli 2012 ebenda) war ein deutscher Musiker und Komponist von Theater- und Filmmusik.

## Leben
Birger Heymann wurde 1943 in Berlin-Kreuzberg geboren, reiste nach dem Schulabschluss zur musikalischen Weiterbildung nach Frankreich und studierte klassische Gitarre und Klavier. Er komponierte für Die Wühlmäuse, für das Studentenkabarett Bügelbrett und für das Reichskabarett (1969), aus dem sich später das Grips-Theater entwickelte. Zum inspirierenden "Schlüsselerlebnis" auf diesem Berufsweg wurde für Heymann demnach ein Auftritt mit dem Musical Mugnog-Kinder (1970) in München, wo er beobachtete, wie die jungen Zuschauer in der Pause die Hymne Wir sind wir anstimmten. Für das GRIPS-Theater schrieb er, oft zusammen mit dem Autor Volker Ludwig, zahllose Kinderlieder, die teilweise in Schulbüchern und auch Liederbüchern zu finden sind. Als Interpret sang er einige davon in den Serien Sesamstraße, Das feuerrote Spielmobil und Rappelkiste. Mehrere Arbeiten für das GRIPS-Theater wurden "Klassiker" des Genres wie Max und Milli, Baden gehen, Heile heile Segen, Melody´s Ring, Doof bleibt doof und allen voran der internationale Erfolg Linie 1 (ebenfalls gemeinsam mit Ludwig).
Es folgte ein Kompositionsauftrag vom Theater des Westens in Berlin für Eins, zwei, drei, eine Adaption des Bühnenstücks von Ferenc Molnár und Billy Wilders gleichnamiger Filmgroteske. Außerdem war er als Komponist für Fernsehserien tätig. So schrieb er Musik für Die Männer vom K3, Polizeiruf 110, Ein Fall für zwei (45 Folgen), Um Himmels Willen und Heimatgeschichten, die Titelmelodien zu Adelheid und ihre Mörder und Ravioli, sowie Hörspielmusiken (u. a. für George Taboris Weismann und Rotgesicht). 2010 überarbeitete Heymann für den Schauspieler und Sänger Axel Prahl den Song Guten Tag, Herr Präsident für ein gleichnamiges Anti-Kriegs-Musikvideo. Darin schreibt ein Veteran einen Brief, in dem er die Schrecken des Krieges anprangert.
Nach Angaben seines Freundes Volker Ludwig hat es Heymann „Spaß gemacht, den Kindern Mut zu machen.“ Der Dirigent und Jazz-Musiker Rolf Kühn, mit dem Heymann bei Eins, zwei, drei zusammenarbeitete, würdigte ihn als ersten Komponisten, der "den Sound des neuen Berlins" gehört habe: "Das war seine Kunst: Fast volkstümliche Kompositionen, die Tiefe im scheinbar Leichten zu erreichen. Er holte selbst Musik aus der knatternden U-Bahn, die er als Kreuzberger Kind so oft quietschend auf den Gleisen durch die Stadt fahren sah."
Heutzutage finden sich viele seiner Lieder in Schulbüchern, wie etwa Wir werden immer größer oder Doof geboren ist keiner. Auf seiner Website hatte Heymann geschrieben: "Ich habe immer nur Musik gemacht, um nicht erwachsen zu werden." Eigene Kinder hatte Heymann nicht und kommentierte das mit den Worten: "Aber als Musiker, als Künstler, ist man immer auch ein Stück weit Kind, ist neugierig, stellt Fragen. Das verbindet Kinder und Künstler."
Heymann verstarb nach vierwöchigem Koma am 18. Juli 2012 in einem Krankenhaus in Berlin.
2013 übergab seine Erbin dem Deutschen Komponistenarchiv seinen musikalischen Nachlass.

## Filmografie (Auswahl)
- 1976: Die Ilse ist weg (3-teilige Fernsehserie)
- 1977–2005: Tatort (Fernsehreihe)
  - 1977: Das Mädchen von gegenüber
  - 1989: Keine Tricks, Herr Bülow
  - 1993:  Flucht nach Miami
  - 1993:  Gefährliche Freundschaft
  - 1994:  Mord in der Akademie
  - 1995:  Herz As
  - 1998:  Voll ins Herz
  - 1999: Tatort: Mordfieber
  - 2005:  Todesengel
- 1979: Achtung Kunstdiebe (Fernsehserie)
- 1979: Hatschi! (Fernsehspiel von Eugen York)
- 1979: Begegnung mit der alten Heimat (Fernseh-Dokumentarfilm)
- 1982: Ein kurzes Leben lang (Fernsehserie)
- 1983: Die zweite Frau (Fernsehfilm)
- 1984: Ein Fall für zwei: Morgengrauen, Teil 1–3 (Fernsehreihe)
- 1985: Ein Fall für zwei: Sechs Richtige (Fernsehreihe)
- 1985: Wanderungen durch die Mark Brandenburg (Fernsehproduktion)
- 1988: Linie 1
- 1989: Bangkok Story
- 1990: Bei mir liegen Sie richtig
- 1990: Der Eindringling
- 1990: Die Hallo-Sisters
- 1991: Unser Haus
- 1995: Schwurgericht (Fernsehreihe)
- 1995–2004: Polizeiruf 110 (Fernsehreihe)
  - 1995:  1A Landeier
  - 1995:  Roter Kaviar
  - 1997:  Gänseblümchen
  - 1998:  Mordsmäßig Mallorca
  - 1998:  Spurlos verschwunden
  - 1999:  Kopfgeldjäger
  - 2000:  La Paloma
  - 2000:  Bruderliebe
  - 2001:  Fliegende Holländer
  - 2004:  Mein letzter Wille
- 2002–2011: Um Himmels Willen (Fernsehreihe, 37 Folgen)